# Umowa członka zarządu
Umowa członka zarządu – umowa sporządzana w spółce w celu nawiązania stosunku pracy z członkami zarządu, zgodnie z przepisami kodeksu spółek handlowych.
Zarząd spółki z o.o. prowadzi sprawy spółki i reprezentuje spółkę, składa się z jednego albo większej liczby członków. Do zarządu mogą być powołane osoby spośród wspólników lub spoza ich grona. Uchwała wspólników lub umowa spółki może określać wymagania jakie powinni spełniać kandydaci na stanowisko członka zarządu.
Członek zarządu jest powoływany i odwoływany uchwałą wspólników, chyba że umowa spółki stanowi inaczej.

## Rodzaje umów
Zgodnie z przepisami kodeksu spółek handlowych, umowę o świadczenie pracy na rzecz spółki z członkami zarządu zawiera rada nadzorcza lub powołany w tym celu pełnomocnik. Zdarza się jednak, iż zarząd spółki jest jednoosobowy – jest jeden członek zarządu, będący jednocześnie jedynym wspólnikiem. W tej sytuacji umowa musi zostać zawarta w formie aktu notarialnego.

### Umowa zlecenie
Członkowie zarządu mogą świadczyć pracę na rzecz spółki na podstawie umowy cywilnoprawnej, m.in. umowę zlecenie czy kontrakt menadżerski.

### Umowa o pracę – na czas określony i nieokreślony
Członek zarządu może świadczyć pracę na rzecz spółki na podstawie m.in. umowy o pracę na czas określony bądź nieokreślony. W przypadku zatrudnienia członka zarządu na czas określony jego łączny okres zatrudnienia na podstawie umów o pracę na czas określony zawieranych między tymi samymi stronami stosunku pracy nie może przekraczać 33 miesięcy, a łączna liczba tych umów nie może przekraczać 3. W razie przekroczenia limitu czasowego lub ilościowego umów (ewentualnie obu naraz) umowa na czas określony ulega przekształceniu z mocy prawa w umowę na czas nieokreślony.

### Składka zdrowotna członków zarządu
Z dniem 1 stycznia 2022 roku weszły w życie zmiany dotyczące wynagrodzenia dla członka zarządu, w związku z którymi spółka musi naliczyć składkę zdrowotną (obecnie 9%) dla tego typu umowy. Zatem członek zarządu zgodnie z ustawą (art. 66 ust. 1 pkt 35a ustawy zdrowotnej) podlega obowiązkowemu ubezpieczeniu zdrowotnemu. Warunkiem do podlegania ubezpieczeniu zdrowotnemu przez osoby powołane jest otrzymanie wynagrodzenia z tego tytułu.